# Centraal bediende treinaanwijzers in Nederland

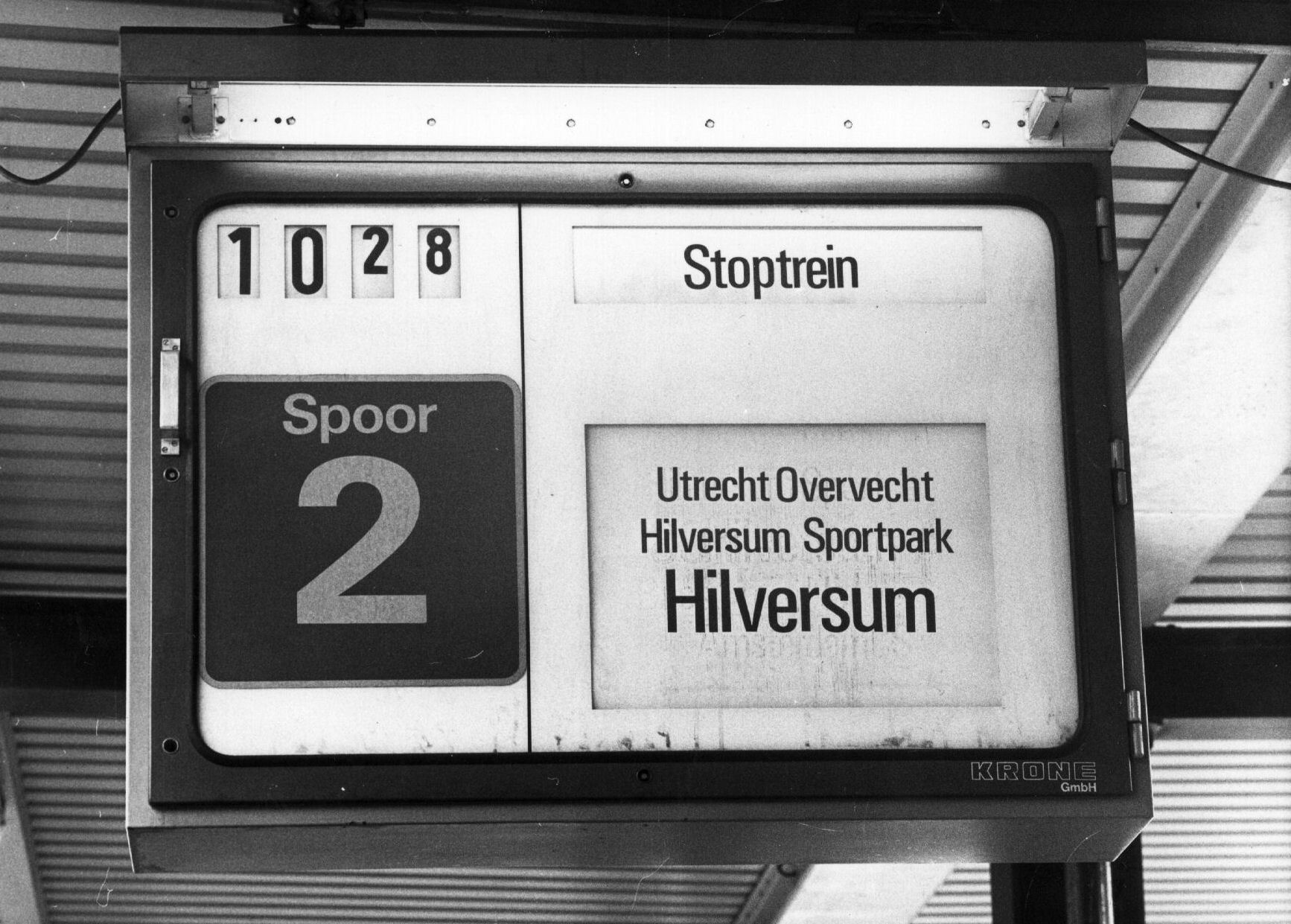
Eerste generatie CTA: de bandaanwijzer (Utrecht CS)

De centraal bediende treinaanwijzer (afgekort CTA) is een op afstand bediend paneel dat vaak op stations boven perrons voor reizigerstreinen hangt. Het is een deel van de Dienstregelinginformatie over treinen in Nederland. Op de CTA staan de gegevens van de trein die binnenkort van dat spoor gaat vertrekken. Daarnaast staat het spoornummer en vaak is de CTA gecombineerd met een stationsklok. Bij de nieuwste generatie staat de daarna vertrekkende trein ook aangekondigd.

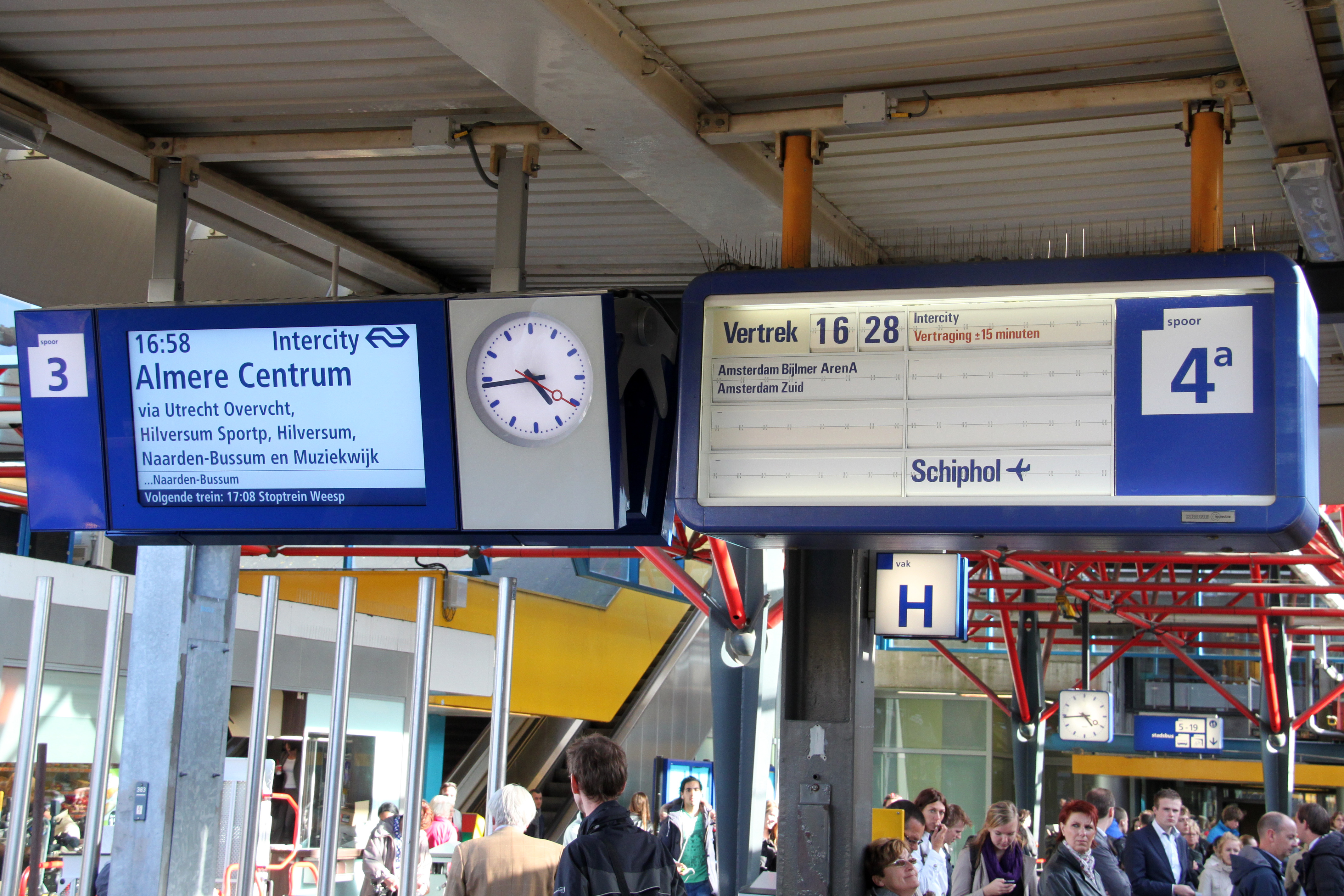
Een huidige toegepaste digitale CTA en een oude CTA palettenaanwijzer in Utrecht

## Geschiedenis
Voor de komst van de CTA, op sommige stations nog tot in de jaren zeventig, werd er gewerkt met metalen bordjes die door de perronopzichter aan een paal werden gehaakt. Aan de paal bevond zich een klok met wijzerplaat waarop de vertrektijd kon worden aangegeven. Op sommige stations in België, waaronder station Blankenberge, gebeurt dit nog steeds zo.
De CTA's worden tegenwoordig bediend door NS Reizigers afdeling Reisinformatie. Die afdeling verzorgt ook de omroepberichten op de verschillende stations.

## Typen

### Eerste generatie CTA's: Bandaanwijzers

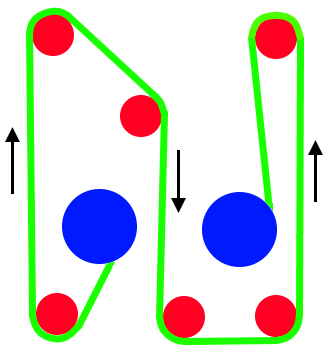
Loop van de bestemmingsband van een CTA bandaanwijzer

De eerste generatie CTA's bestonden in de basis uit een witte ondoorzichtige film met bestemmingen die op- en afgerold werd. De CTA-bakken zijn vanaf 1961 geïnstalleerd op Utrecht CS, Amsterdam CS, Amersfoort en Arnhem. De CTA’s werden door de Duitse firma Krone gefabriceerd en werden Zuglaufanzeiger (bij de fabrikant) of bandaanwijzer (bij Nederlandse Spoorwegen) genoemd.

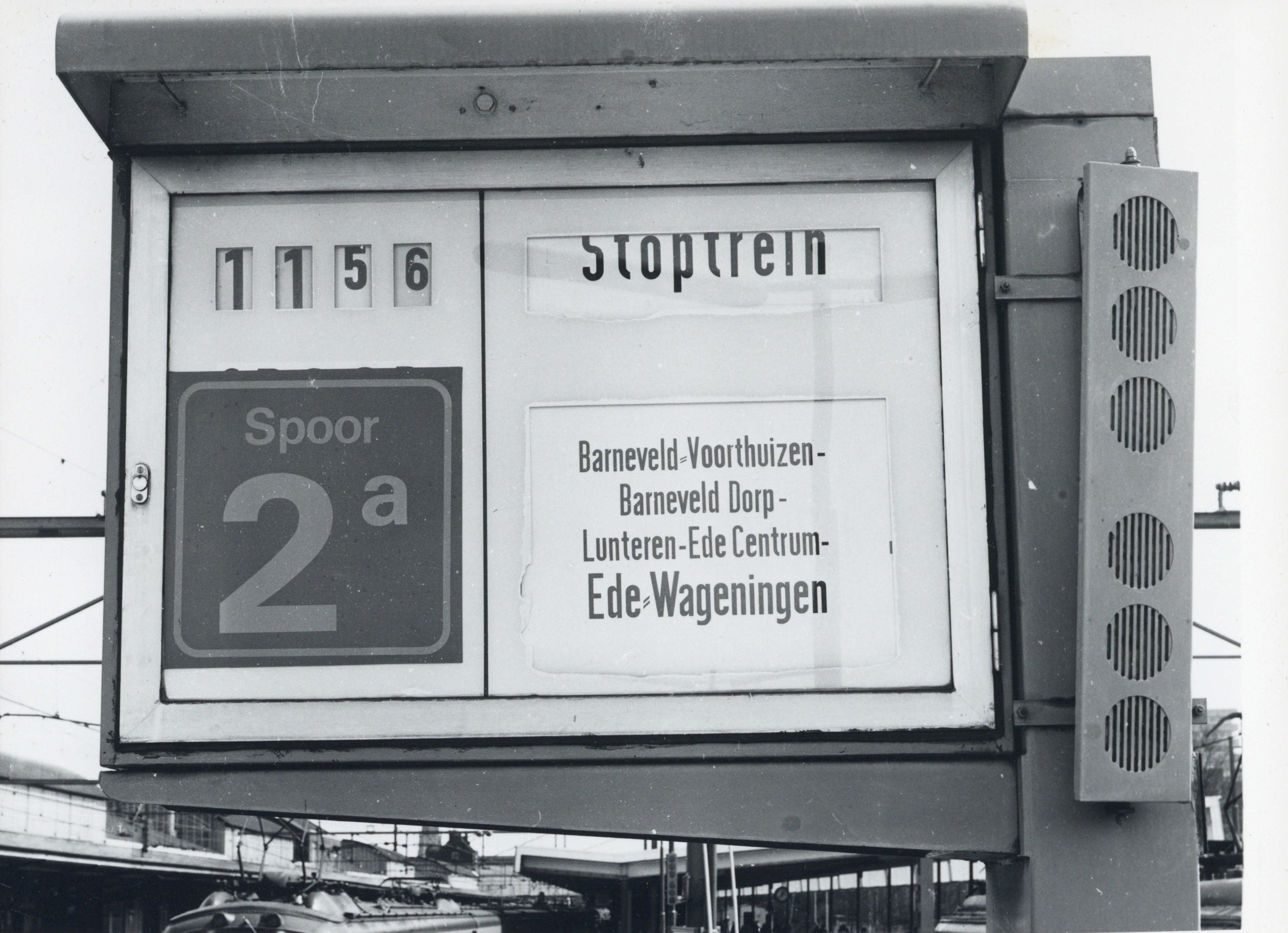
CTA bandaanwijzer type A op station Amersfoort

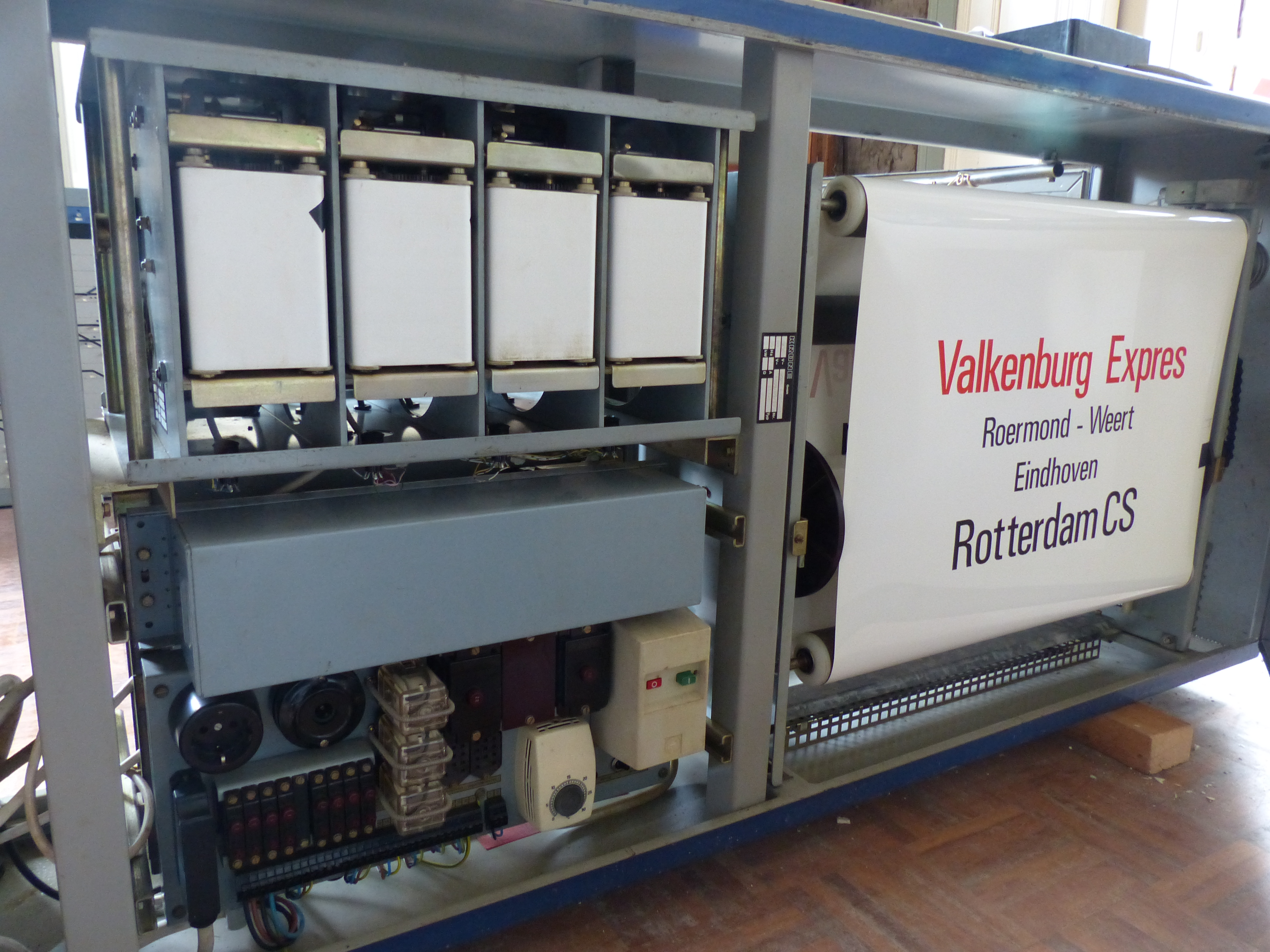
Interieur van een CTA bandaanwijzer type F van station Sittard

De eerste serie geïnstalleerde bandaanwijzers waren de meest uitgebreide en waren voorzien van vertrektijd-, treinsoort- en bestemmingsaanduiding. Omdat op een bestemmingsband maar maximaal 99 posities beschikbaar waren was de treinsoortaanduiding voor de grote stations een uitkomst. Hiermee waren verschillende combinaties te maken van bestemming en treinsoort. Met name Utrecht CS en Amsterdam CS waren, in tegenstelling tot banden van andere stations, oorspronkelijk voorzien van meer algemenere bestemmingsaanduiding, zonder voor bijvoorbeeld stoptreinen alle tussenliggende stations te vermelden. Hiermee konden met een beperkt aantal posities toch alle treinen aangeduid worden. Bij deze stations werd al gauw 40 van de 99 posities ingenomen door bestemmingen voor internationale treinen. Omdat zelfs op deze wijze niet alle bestemmingen opgenomen konden worden, was de inhoud van de CTA's op Amsterdam -oost en westzijde en Utrecht CS spoor 1-3 en 4-15 verschillend van elkaar. Naast de eerder genoemde stations is later alleen Den Haag CS nog voorzien van een CTA met treinsoortaanduiding.
Kleinere stations hadden voldoende aan alleen een bestemmings- en vertrektijdaanduiding of alleen een bestemmingsaanduiding. Vanwege het ontbreken van een treinsoortaanduiding werd bij intercity’s deze treinsoort opgenomen boven de bestemming op de bestemmingsband. Elk type CTA was voorzien van een kap met TL-verlichting welke de bestemmingsaanduiding aanscheen. Om ook bij ijsvorming een betrouwbare werking te garanderen was de CTA, onder de bestemmingsband, voorzien van een verwarmingselement.
Vanaf eind jaren 1980 werden deze systemen geleidelijk vervangen door palettenaanwijzers. Uitzondering hierbij was Hoek van Holland Haven waar tot na 2000 nog een functionele bandaanwijzer aanwezig was.
| Type | Aanduiding(en)                        | Afmeting lxhxd [mm] | Opmerking                                                          |
| ---- | ------------------------------------- | ------------------- | ------------------------------------------------------------------ |
| A    | Bestemming, vertrektijd en treinsoort | 1410 x 1080 x 315   | hoge smalle uitvoering                                             |
| B    | Bestemming, vertrektijd en treinsoort | 2345 x 1080 x 315   | brede uitvoering met klok                                          |
| D    | Bestemming, vertrektijd en treinsoort | 2140 x 720 x 315    | lage brede uitvoering voor perrontoegang in stationshal Utrecht CS |
| F(E) | Bestemming en vertrektijd             | 1550 x 720 x 315    |                                                                    |
| G(E) | Bestemming                            | 1550 x 720 x 315    |                                                                    |

#### Bestemmingsband en mechanisme
De witte kunststof bestemmingsbanden werden aangemaakt door firma C.W.C. uit Culemborg (later onder de naam Lanxmeer Zeefdruk en I.B.C. Zeefdruk). Er waren banden van een lengte van 30 m voor 60 aanduidingen (plus een blanco positie) en banden met een lengte van 45 m voor 99 aanduidingen (plus een blanco positie). Voor kleine stations zonder veel verschil in de treinloop waren er banden van 15 m voor 30 verschillende aanduidingen. Normaliter zat de blanco positie in het midden van de band zodat de looptijd om naar een uiterste bestemming niet te groot was. Bij eerdere installaties met rollen van 30 m of korter zat deze veelal aan het begin van de band. Bij beperkt aantal opdrukken werd een band ook wel eens ingekort. De band had een breedte van 600 mm en had een hart op hart afstand tussen de teksten van 410 mm. Het oorspronkelijke lettertype was naar alle waarschijnlijkheid afkomstig van leverancier Krone. Vanaf de jaren 70 werd over gegaan naar het beter leesbare lettertype Univers. Een band werd, bij aanpassingen aan bestemmingen veelal hergebruikt: Niet meer van toepassing zijnde bestemmingen werden verwijderd en nieuwe bestemmingen werden aangebracht. In de jaren jaren 70 bestonden er zodoende ook banden met zowel het oude als nieuwe lettertype. Wanneer het aantal aanduidingen op één positie beperkt was werd een tekst met het grootste formaat gedrukt. Bij meer bestemmingen werd de grootte verkleind. De eindbestemming was hierbij altijd groter dan de voorgaande opgenomen stationsnamen. Standaard was tekst in zwarte kleur opgenomen. Wanneer een tekst een attentiewaarde had (bijvoorbeeld vooraan instappen) werd dit met rode tekst aangegeven.
Elke CTA was voorzien van maar één bestemmingsband. Door de zig-zag loop over de rollen werd weerszijde van de rol getoond aan beide zijden van de CTA. Als gevolg hiervan waren de teksten op de band aan voor- en achterzijde versprongen aangebracht. De aandrijving bestond uit een 3-fase motor 380 V welke met een kettingsysteem de twee eindrollen aandreef. Hiermee werd de band op- en afgerold. Omdat de motor maar één draairichting kende werd de draairichting bepaald door het bekrachtigen van een van de twee elektromagnetische koppelingen op de eindrollen. Om te bepalen welke positie werd getoond was de rol voorzien van zwarte vlakjes. Door middel van een fotocel kon bepaald worden hoeveel posities van de band afgerold waren.

#### Tijdaanduiding
De tijdsaanduiding bestond per CTA uit twee keer vier verschillende eenheden welke door één 3-fase motor 380 V werden verdraaid. Elke cijferpositie was een elektromagnetische koppeling voorzien: Deze werd alleen bekrachtigd als de betreffende cijferpositie de gewenste stand nog niet had ingenomen. In tegenstelling tot de bestemmingsband was de looprichting van de tijdcijferband horizontaal. Om ervoor te zorgen dat de tijdcijferband gedurende de levensduur niet faalde was het materiaal elastischer en dikker dan de bestemmingsband. Hiervoor werd een gecoat doek type Sepelon 280 gebruikt.

#### Treinsoortenaanduiding
Bij CTA’s met treinsoortenaanduiding bevond zich aan weerszijden van de CTA een aparte unit met aparte band met elk 10 posities. Hierop stonden standaard de teksten Stoptrein, Sneltrein, Intercity (na invoering van dit trein type) en D-trein met toeslag. Omdat er tussen de unit aan de voor- en achterzijde slechts één tandwiel werd toegepast was de looprichting aan de voorzijde tegengesteld aan de achterzijde. Afhankelijk van het station werd dit aangevuld met treinsoorten zoals Voortrein, Semi-Sneltrein, Kindertrein, Gereserveerde trein, TEE alleen eerste klas, Militairentrein, Voetbaltrein, Reisbureautrein en Boottrein.

#### Aansturing

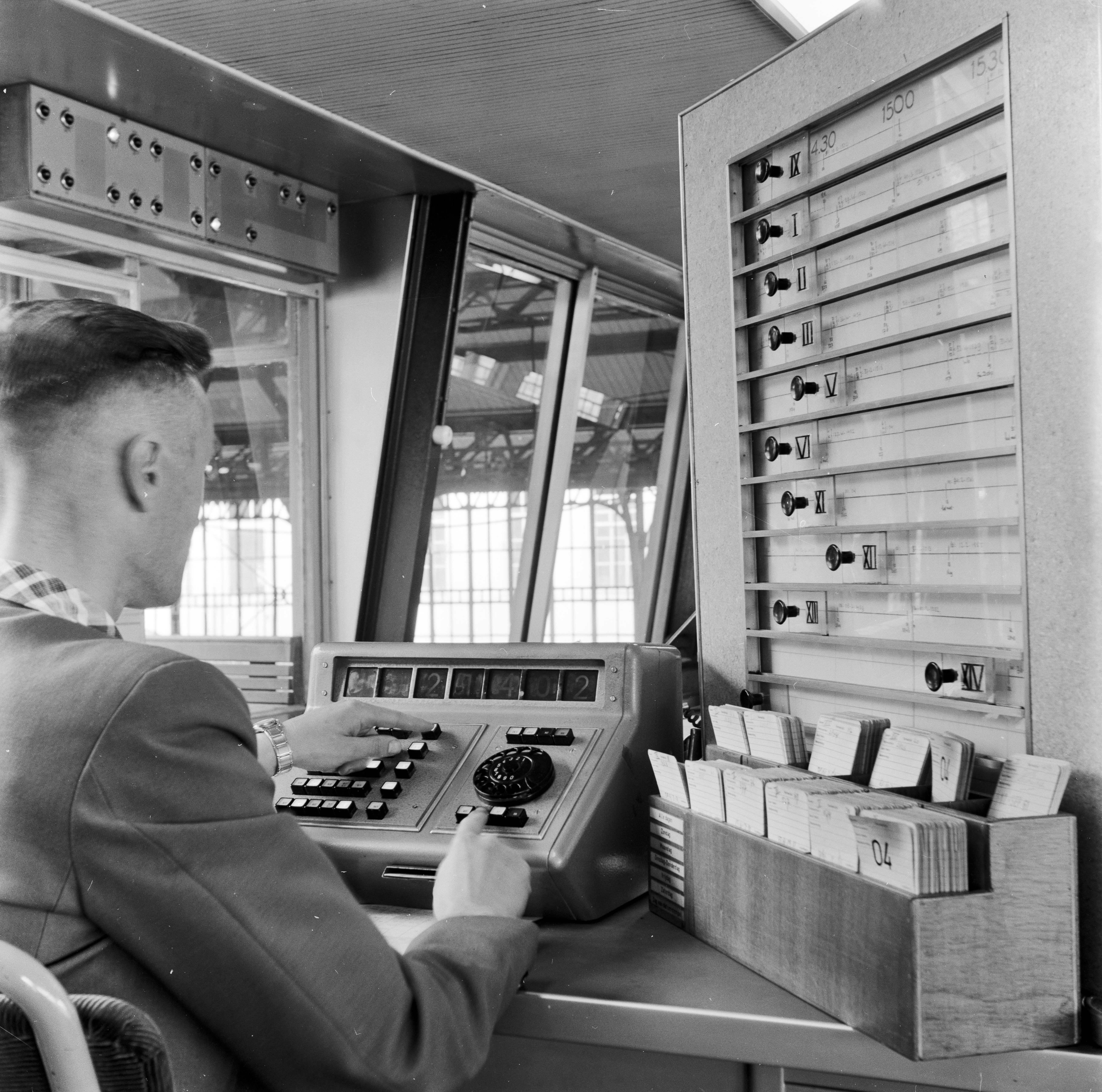
Bediening CTA bandaanwijzers via kiesautomaat te Utrecht CS

De aansturing van de CTA vond plaats via een bedieningstoestel op het seinhuis. Hiermee konden handmatig of met een kiesautomaat een losse of alle CTA’s van één spoor aangestuurd worden. Handmatig gebeurde dit door een code middels een kiesschijf in te voeren. Voor de normale treinenloop werd echter de kiesautomaat gebruikt. Middels voorgedrukte ponskaarten kon met één simpele handeling de CTA('s) worden aangestuurd.
Bij kleine stations waarbij het seinhuis (post T) op het emplacement was gevestigd werd de CTA vaak alleen handmatig aangestuurd door het selecteren van de bandpositie.

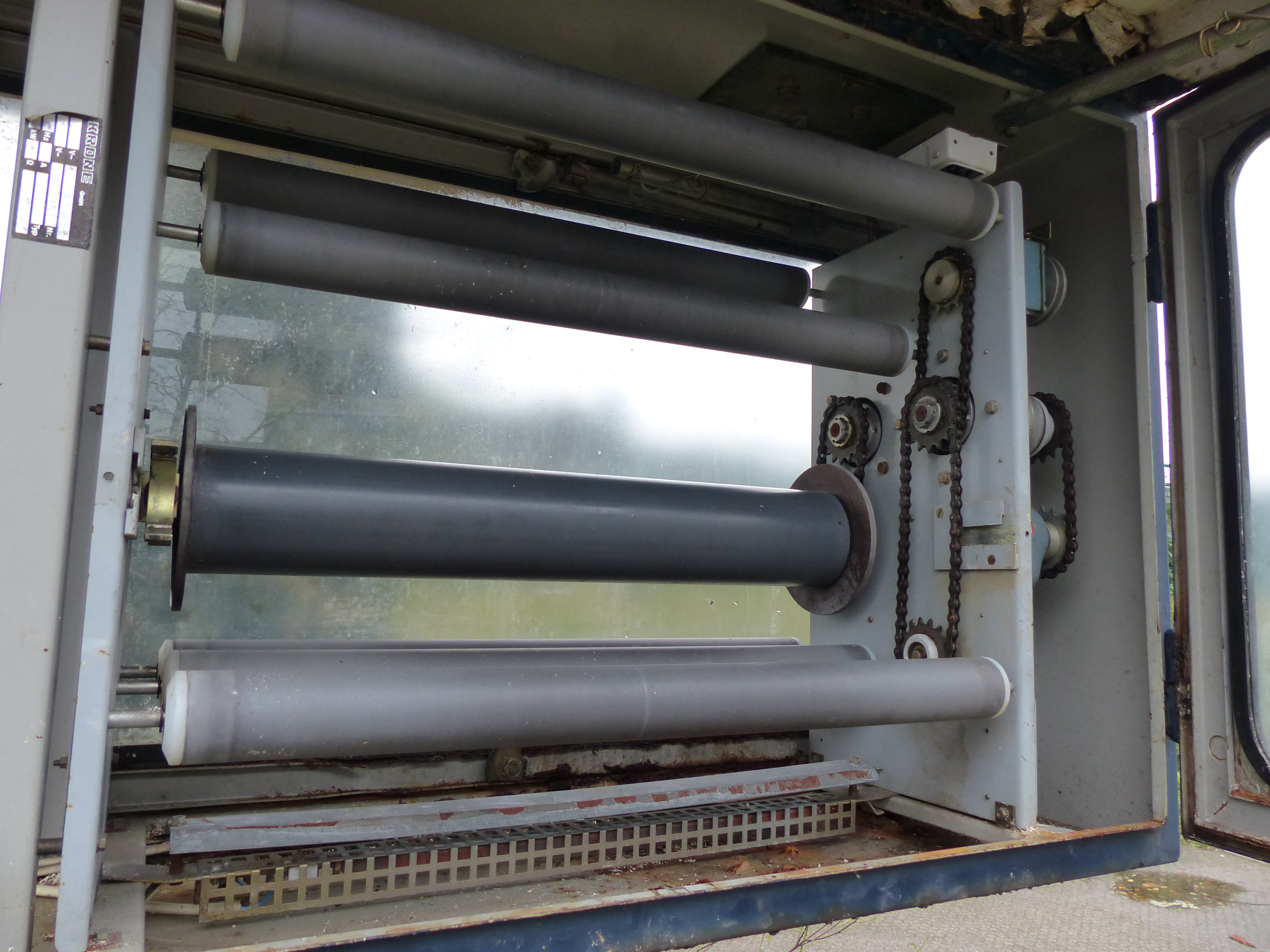
Mechanisme van een CTA bandaanwijzer waarvan de bestemmingsband verwijderd is. Het verwarmingselement is onderaan te zien.
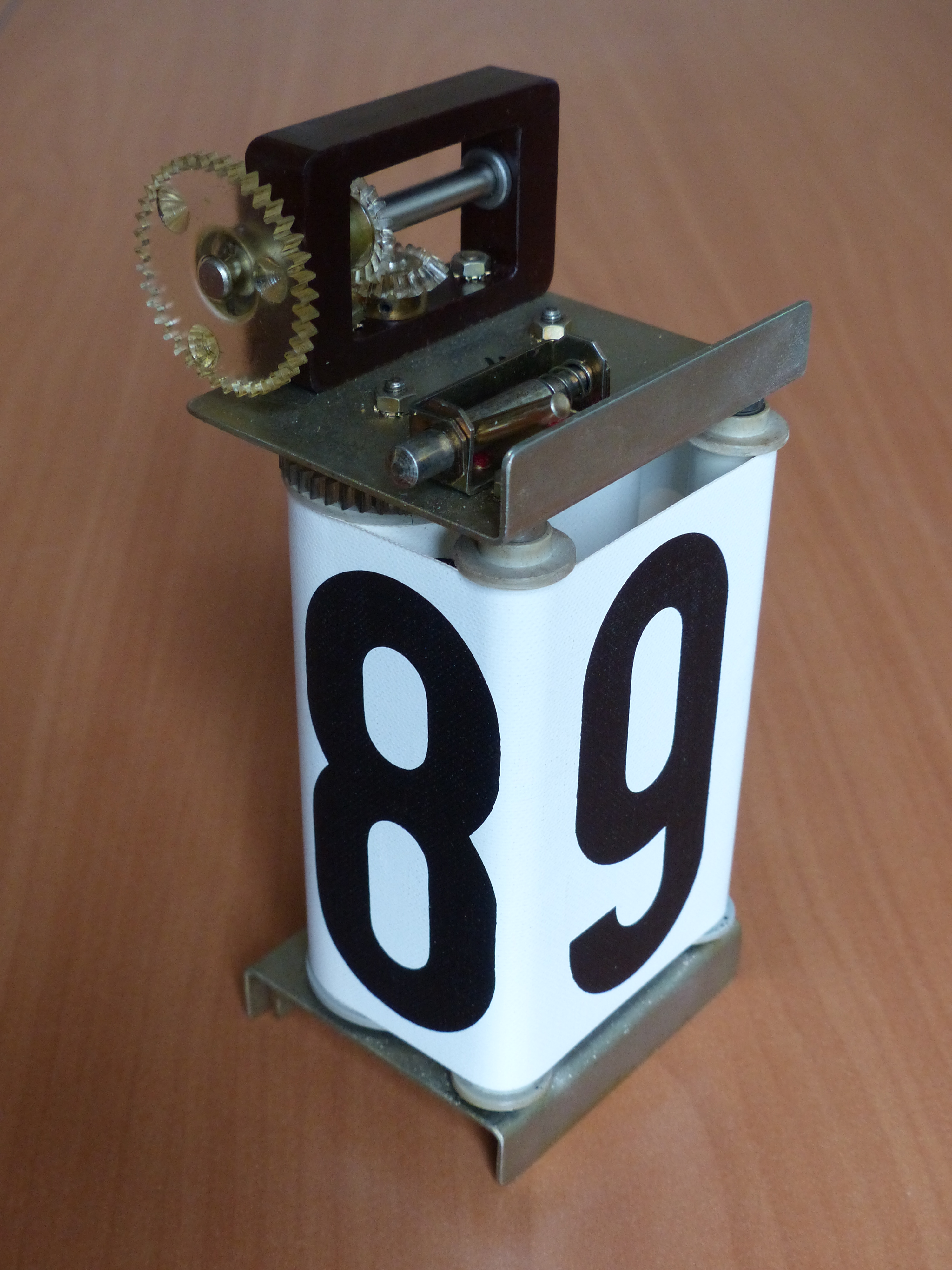
Tijdcijferaanduiding unit van een CTA bandaanwijzer
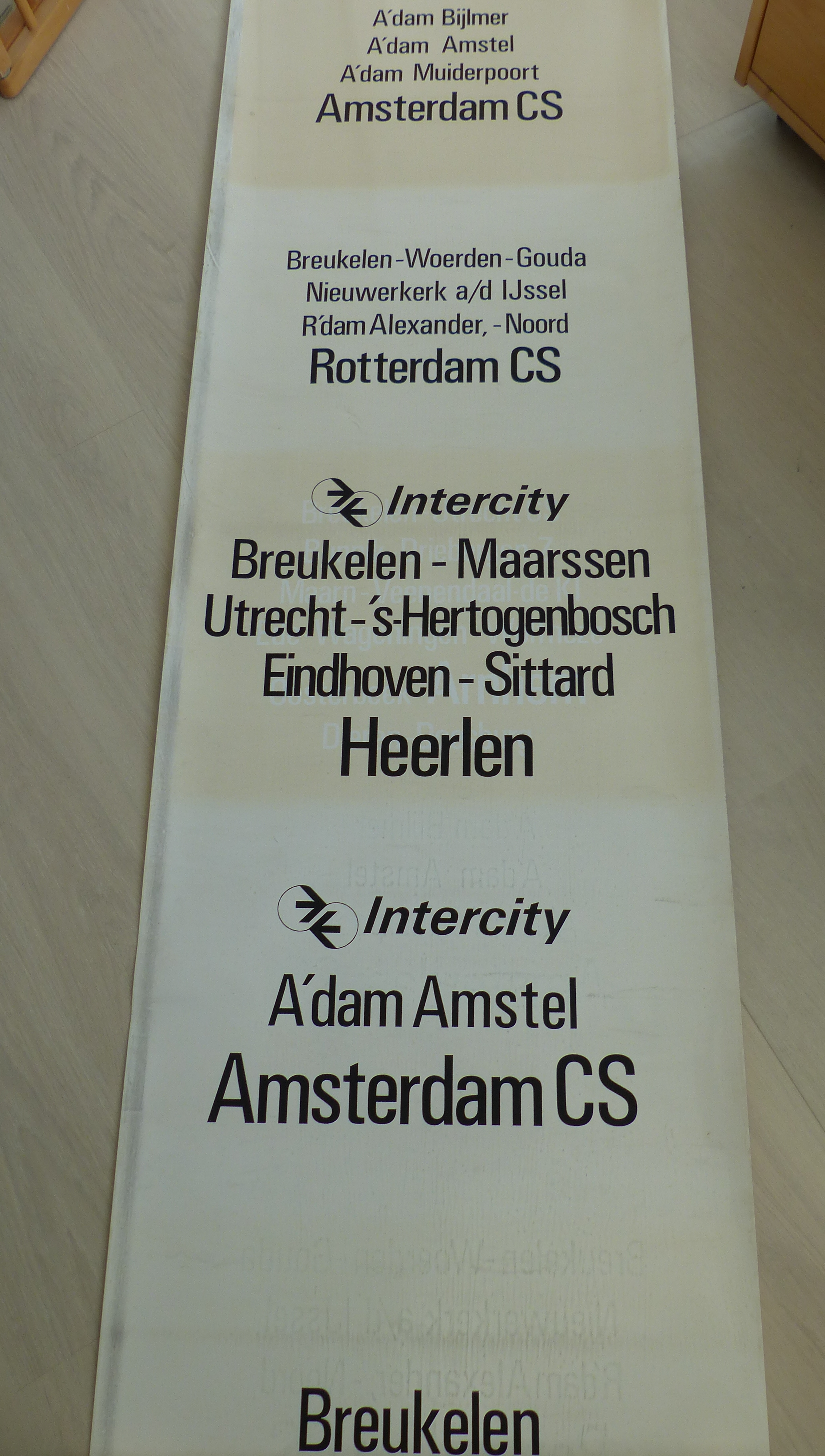
Bedrukte band van een CTA bandaanwijzer (Abcoude). Treinsoortaanduiding van Intercity is op de band zelf opgenomen
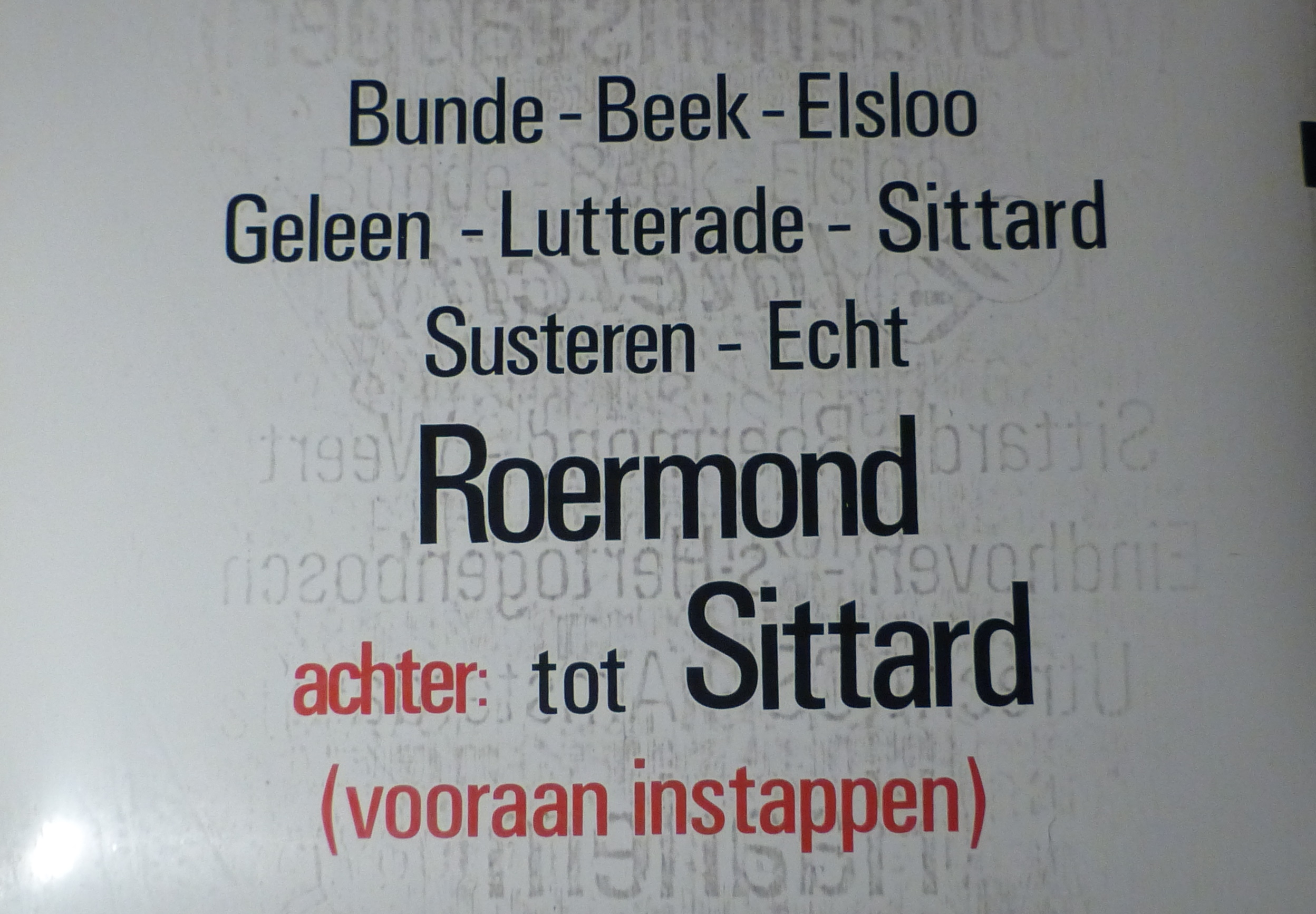
Bedrukte band van een CTA bandaanwijzer (Maastricht) met, in rode tekst, opmerkingen met een hoge attentiewaarde.
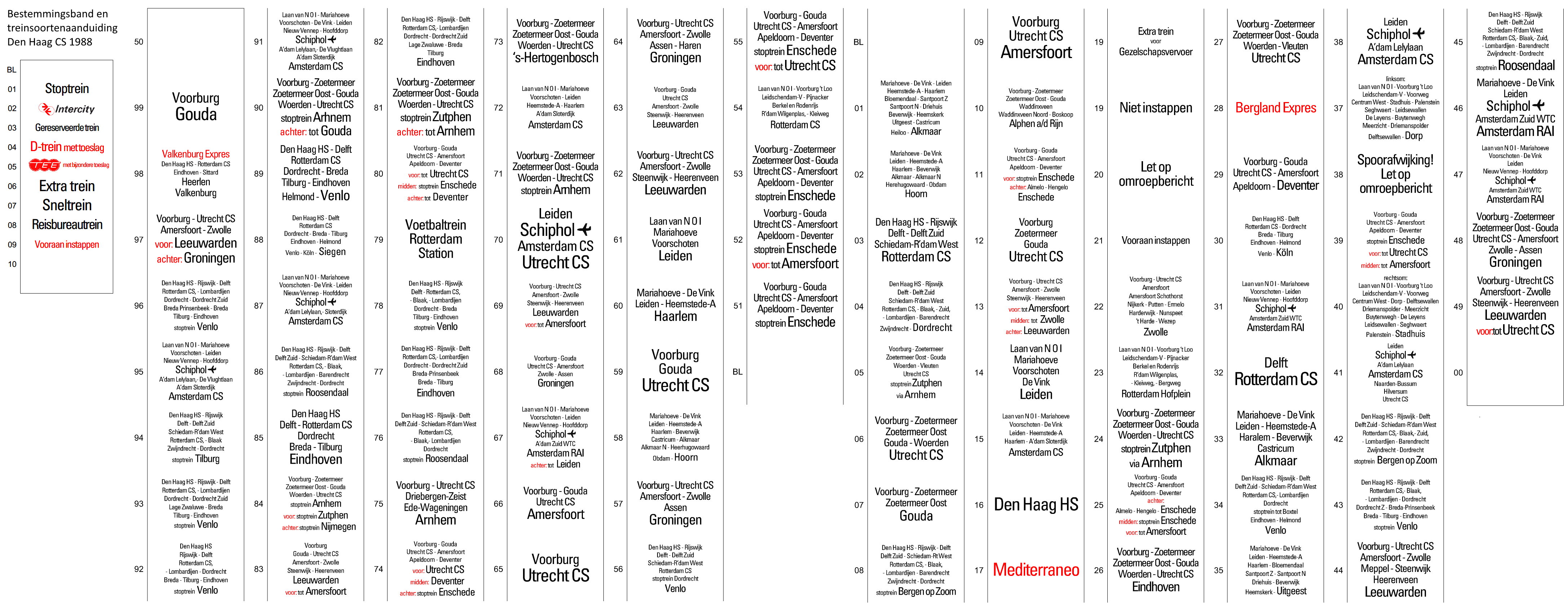
Voorbeeld van opdrukken van de CTA bandaanwijzer Den Haag CS dienstregeling 1988/1989
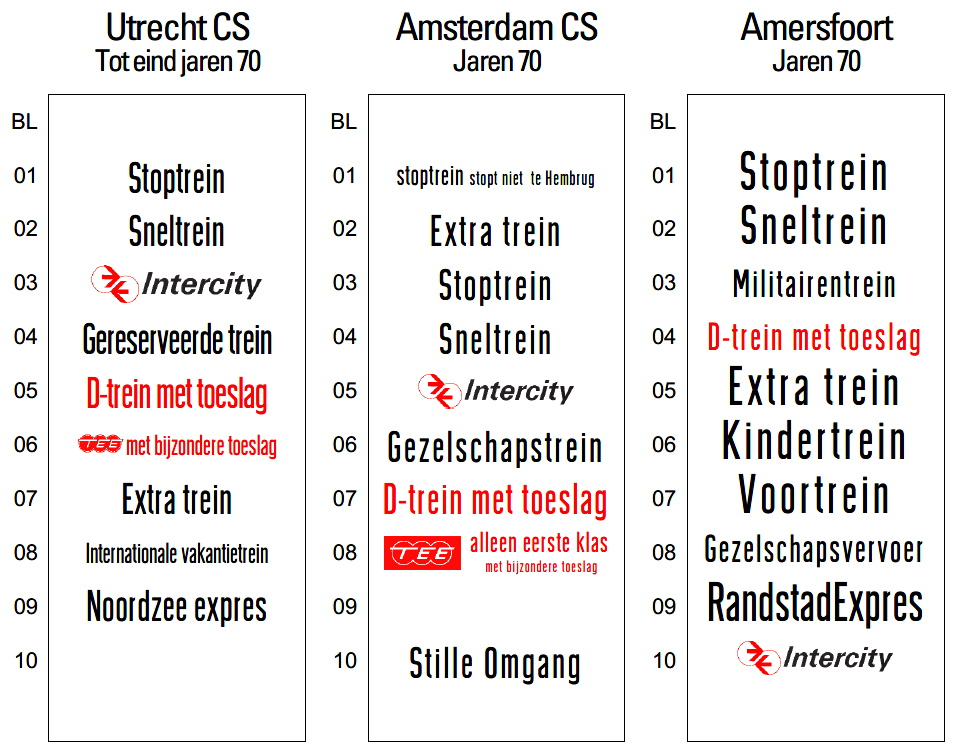
Voorbeeld van opdrukken treinsoortaanduiding van verschillende stations van CTA bandaanwijzers.
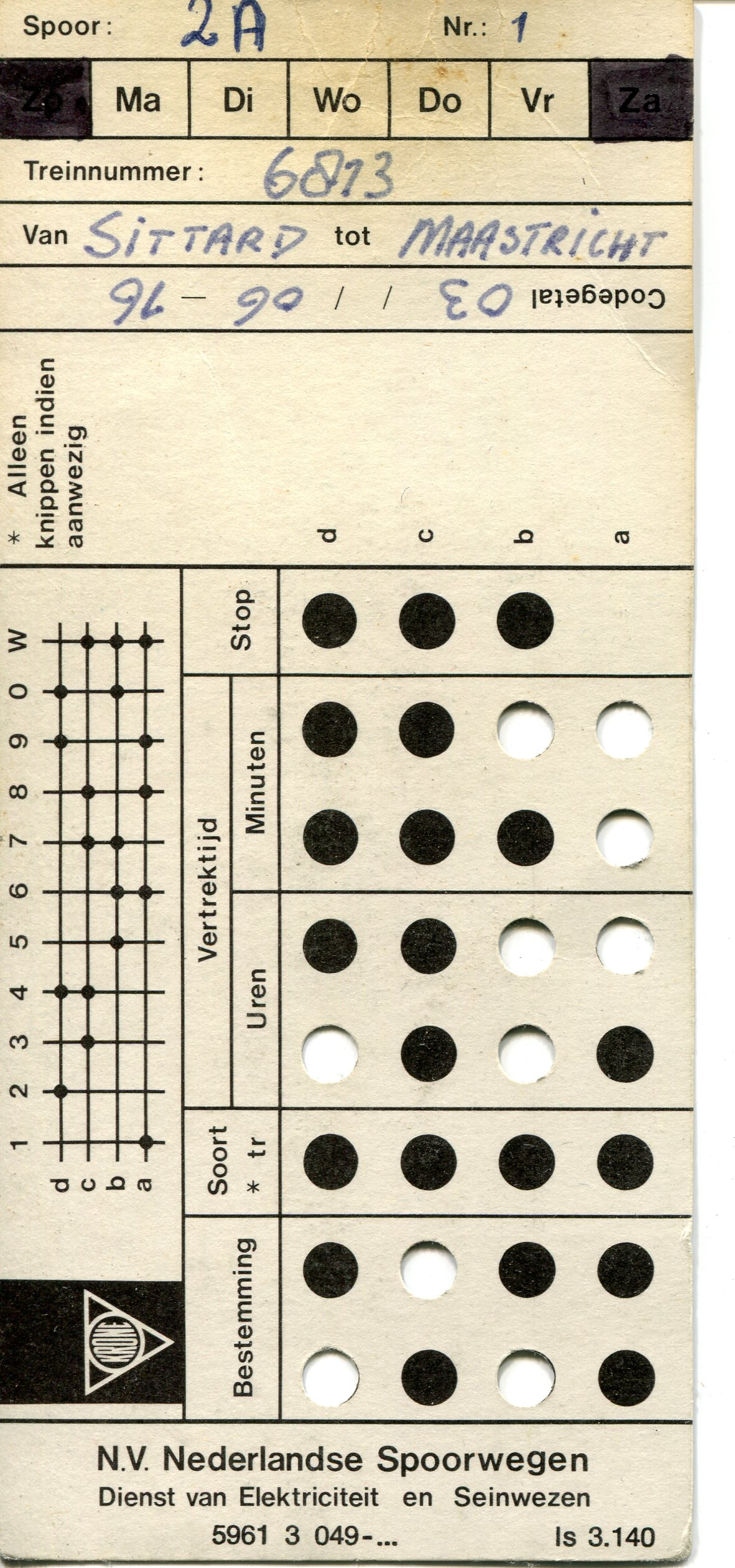
Ponskaart voor bediening van de kiesautomaat voor CTA bandaanwijzers

### Tweede generatie CTA's: Palettenaanwijzers

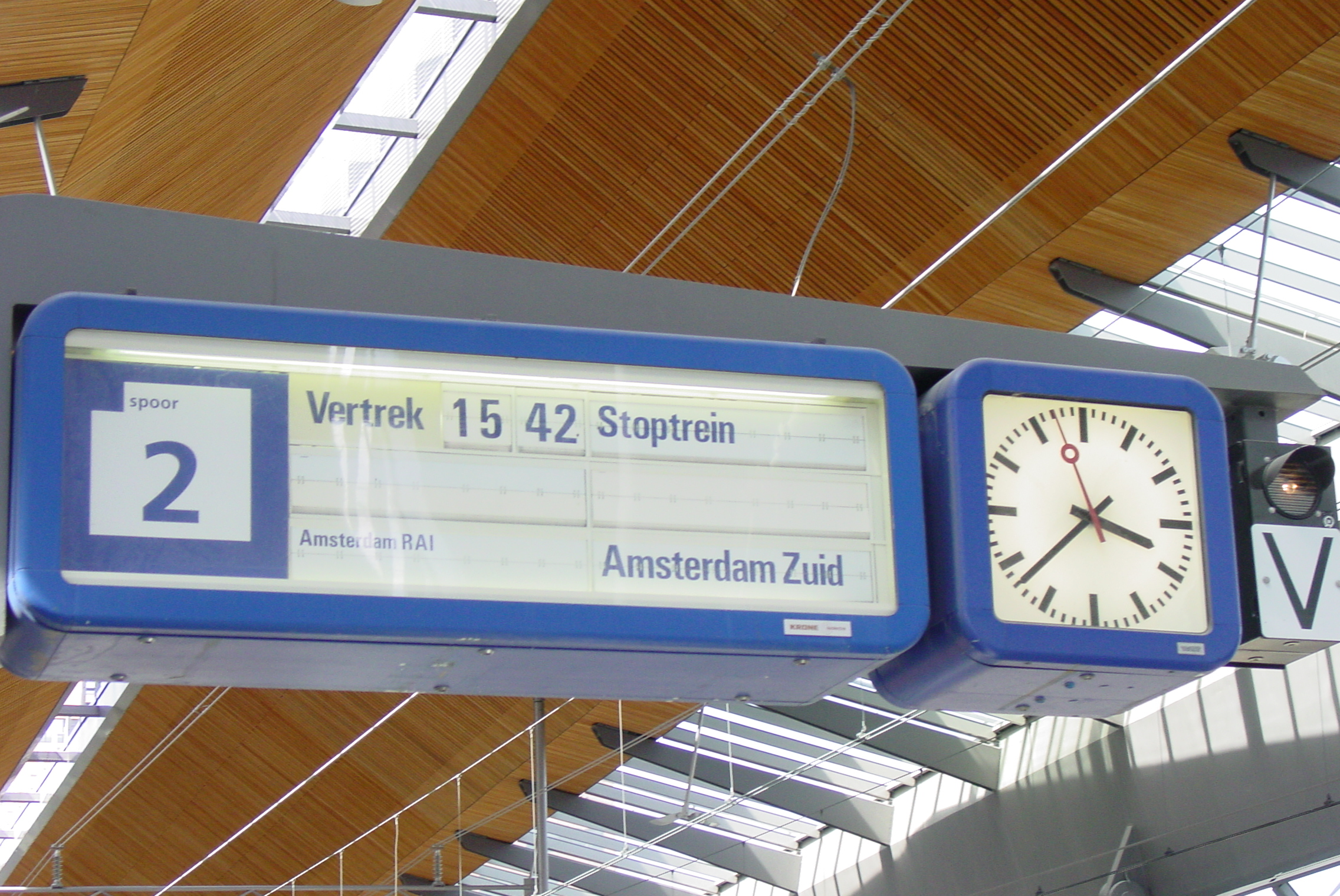
CTA type palettenaanwijzer type 2 (drie regels), boven het perron van Amsterdam Bijlmer ArenA

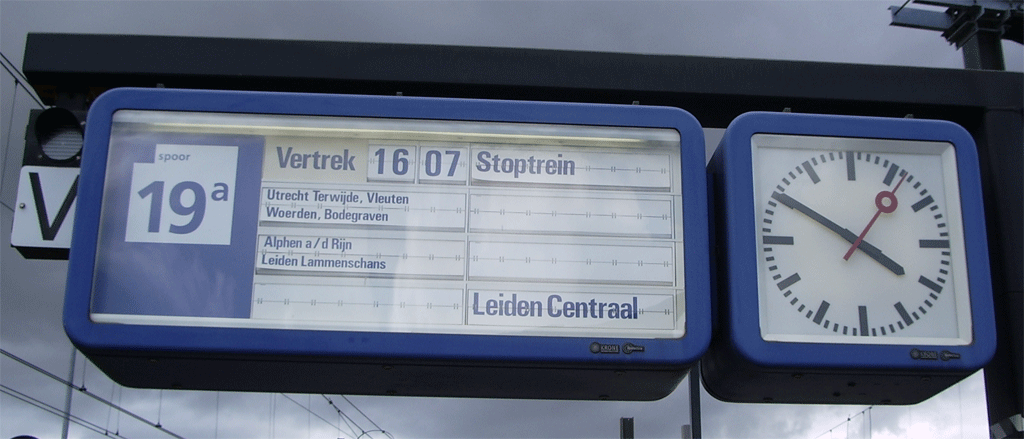
CTA type palettenaanwijzer type 1 (vier regels), op station Utrecht Centraal. Links een vertreklicht.

Voorbeeld van opdrukken van een palettenaanwijzer van Amersfoort.

De tweede generatie CTA's waren ook nog mechanisch van aard en werkte door middel van valbladen, bij NS paletten genoemd. 64 paletten vormde samen een zogeheten boekje. Met een 48V stappenmotor werden de paletten van een boekje doorgebladerd, totdat de juiste positie werd bereikt. Palettenaanwijzers waren er in drie verschillende formaten: met twee, drie of vier regels. Het formaat dat werd toegepast was afhankelijk van de beschikbare hoogte onder een perronoverkapping en de hoeveelheid informatie die moest kunnen worden weergegeven. Bij perrontoegangen op grote stations werden vaak ook palettenaanwijzers van het kleinste soort geïnstalleerd. Hiermee werden reizigers in de stationshal al voorzien van reisinformatie. De eerste palettenaanwijzers waren in 1983 als proef op Amersfoort geplaatst. Enkele jaren later werden de bandaanwijzers van andere stations ook vervangen door palettenaanwijzers. Sommige stations die eerder geen CTA type bandaanwijzer hadden werden nu voorzien van een CTA. Net zoals de bandaanwijzers werd dit type CTA ook door de Duitse firma Krone gefabriceerd.
| Type | Regels | Afmeting lxh (zonder klok) [mm] |
| ---- | ------ | ------------------------------- |
| 1    | 5      | 1800 x 788                      |
| 2    | 4      | 1800 x 644                      |
| 3    | 3      | 1800 x 500                      |

De eerste regel van palettenaanwijzer bestond uit twee boekjes voor de vertrektijd en één boekje voor de treinsoort (intercity, sprinter, etc.), eventueel aangevuld met de grootte van een vertraging. Op de regels er onder werden de stations waar de trein stopte en de eindbestemming vermeld. Als de trein een omweg maakte naar de eindbestemming werd soms een eerder station als eindbestemming vermeld (vooral bij de stoptrein Dordrecht-Schiphol-Hilversum-Utrecht hing de aangegeven bestemming sterk af van het station waar de CTA hing).
Daarnaast kon het bord zaken aangeven als het verplicht zijn van een toeslag, de locatie van de eersteklasrijtuigen en de aanwezigheid van bepaalde voorzieningen in de trein. CTA's werden ook gebruikt om aan te geven dat een trein niet voor vertrekkende reizigers bedoeld is ("Niet instappen"). Was er iets aan de hand dat niet door de CTA kan worden aangegeven, dan werden de wachtenden geattendeerd op omroepberichten met aanvullende informatie ("Let op omroepbericht"). Als lettertype voor de opdruk werd Univers 67 gehanteerd met een stokhoogte 32 mm (klein corps), 45 mm (middelgroot corps) en 65 mm (groot korps). Als standaard kleur werd gekozen voor blauw (RAL 5002). Net als bij de bandaanwijzers werden teksten met een attentiewaarde in rood (RAL 2002) uitgevoerd.
De aansturing van CTA vond plaats middels BEPAC (Bediening PAletten Cta's). Dit systeem was geïntegreerd met het verkeersleidingsysteem.
Tussen 2010 en 2012 zijn op alle stations de palettenaanwijzers op de perrons vervangen door nieuwe "InfoPlus"-tft-schermen, de derde generatie CTA's.

#### Centraal bediende Hal Aanwijzer (CHA)

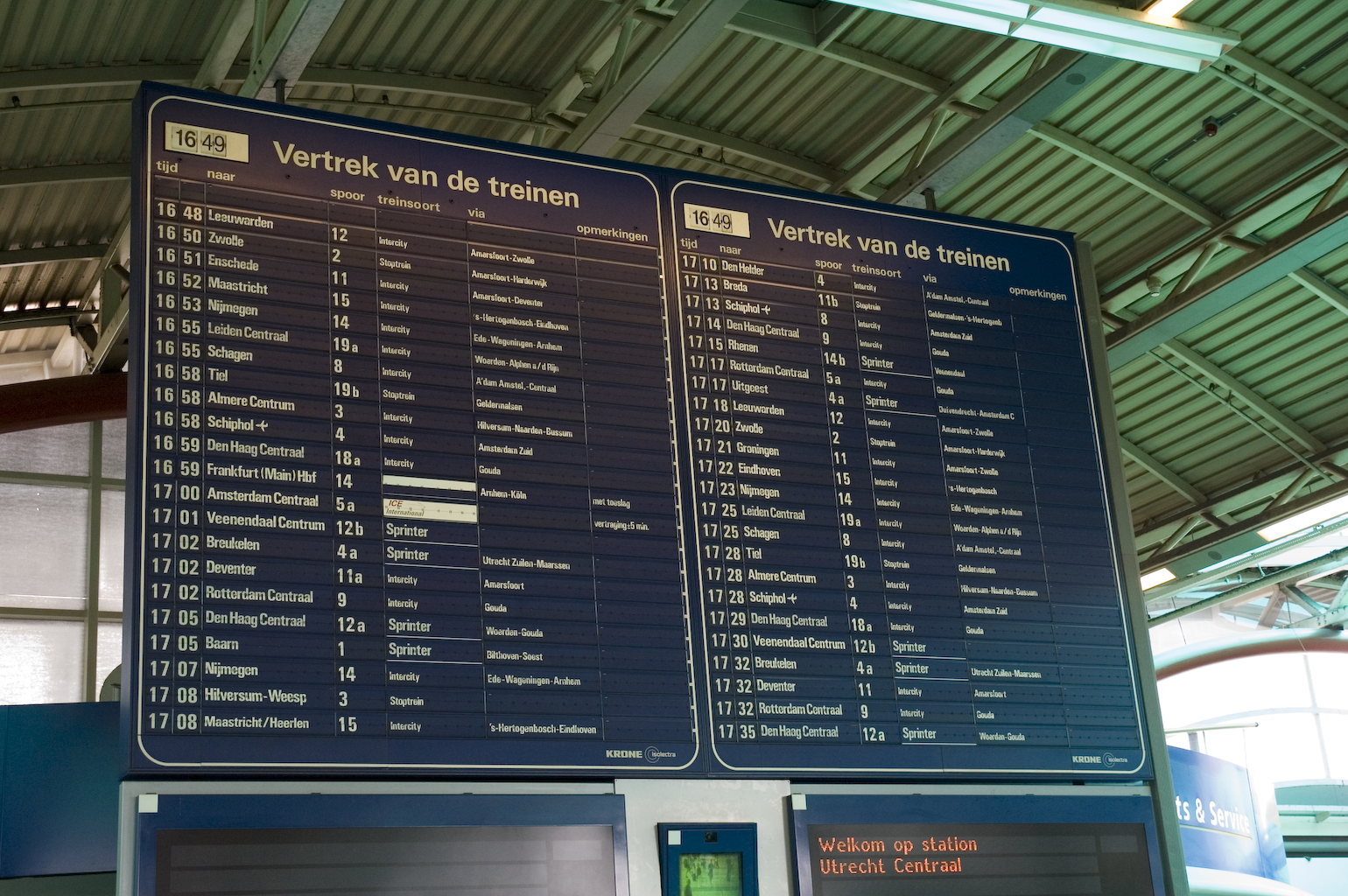
CHA van station Utrecht CS.

Een afgeleide van de palettenaanwijzers boven de perrons was de Centraal bediende Hal Aanwijzer (CHA). De werking berustte op het zelfde principe als de palettenaanwijzer. De eerste CHA was echter al in dienst voor de eerste proef met plattenaanwijzers op het perron. Een van de eerste CHA's was die van Den Haag CS welke vlak na opening van het station was geïnstalleerd. In tegenstelling tot later geïnstalleerde CHA's werd in kolomvorm per reisrichting en spoor de vertrektijd, eindbestemming en tussenliggende stations vermeld. Het bord had daarom ook een zeer grote omvang. Latere CHA's waren chronologisch opgebouwd en waren kleiner in omvang. Op elke regel werd de vertrektijd, eindbestemming, spoornummer, treinsoort, route en eventuele opmerkingen getoond. Een van de bekendste CHA was het blauwe bord op Utrecht Centraal. Dit bord was net als Rotterdam CS en Amsterdam CS dubbel uitgevoerd (twee series met kolommen). Wel was die van Amsterdam CS opgesplitst in een linker deel voor reisrichting west en een rechter deel voor de reisrichting oost. De latere CHA van Den Haag CS was enkel uitgevoerd: Er was hier een veel rustigere treinenloop dan ten opzichte van bijvoorbeeld Utrecht. De allerlaatste CHA met paletten was die van Utrecht Centraal en is in 2011 buiten dienst gesteld.

### Derde generatie CTA's: Digitale schermen
De derde generatie CTA's werkt door middel van digitale schermen, die niet alleen op de perrons hangen, maar ook bij ingangen, en in de stationshal en dergelijke. De schermen maken deel uit van het "InfoPlus"-systeem van NS en Prorail. Bij de nieuwe schermen is nagedacht over de volgorde van de beeldschermen: hoe dichter de reiziger bij de trein op het perron komt, hoe gedetailleerder de informatie over de trein wordt. Bij de ingang van het station wordt alleen de eindbestemming van een trein met de belangrijkste tussenstations genoemd, samen met de vertrektijd, het juiste spoor en de treinsoort. Boven het perron worden alle tussenstations genoemd.
Verder vermeldt deze CTA de vertraging en de volgende trein die op dit spoor komt. Vertrekt een trein op een ander spoor dan gebruikelijk, dan wordt dat ook vermeld.
Er zijn verschillende soorten schermen:

#### Treinbeeldscherm

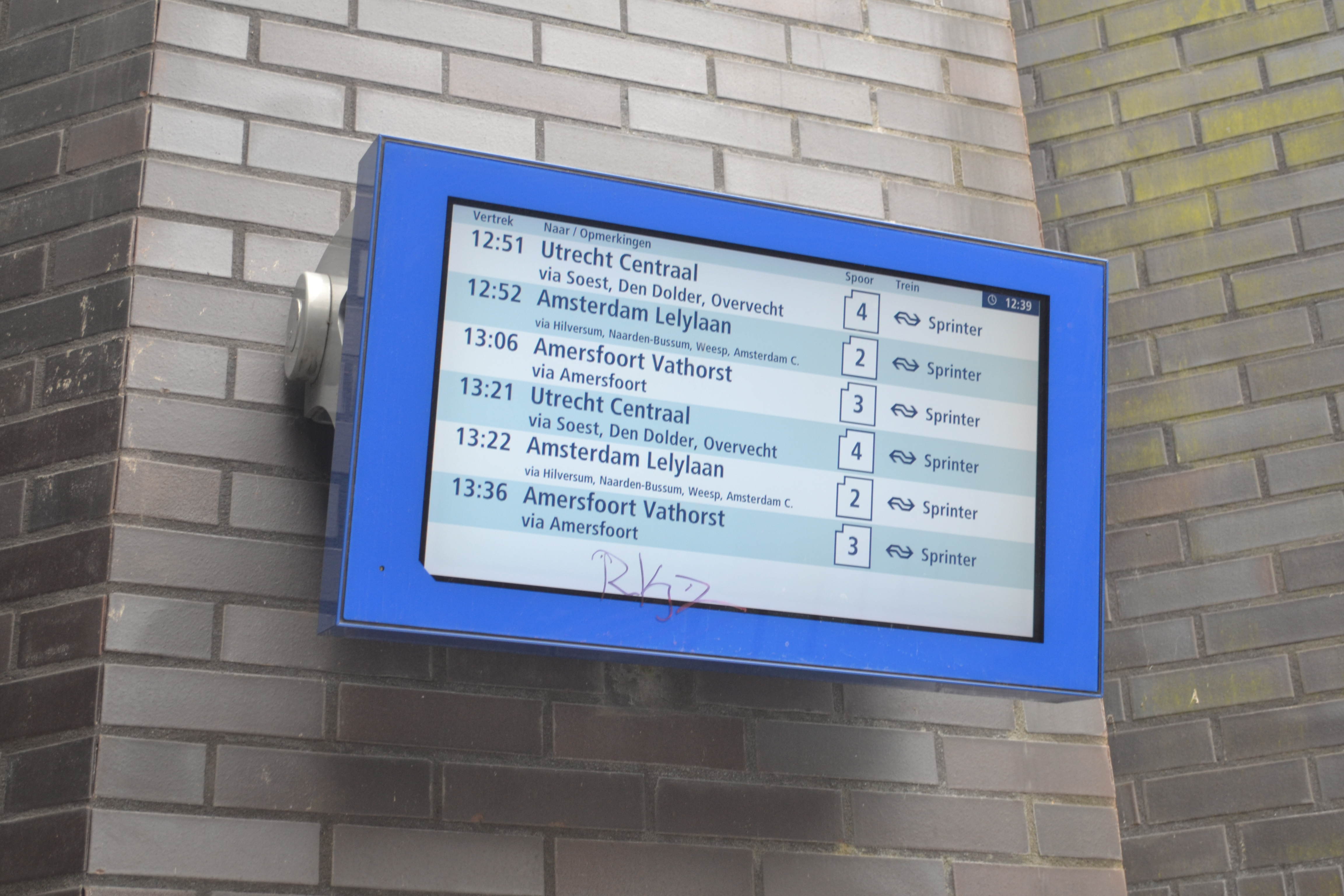
Een treinbeeldscherm op station Baarn

De treinbeeldschermen zijn de vervangers van de grote blauwe borden in de stationshallen. De treinbeeldschermen tonen de 7 volgende vertrekkende treinen op het station, en de belangrijkste tussenstations. Het uitgangspunt is dat deze schermen tonen welke treinen in ongeveer het komende half uur zullen vertrekken. Zodra er in een half uur meer dan 7 treinen vanaf dat station vertrekken, hangen er twee treinbeeldschermen naast elkaar, zodat alle treinen die het komende half uur vertrekken zichtbaar worden. Het gaat dan om TB14. De heel grote stations hebben drie schermen naast elkaar waarop de eerstvolgende 21 vertrekkende treinen staan (TB21). Op Utrecht Centraal is dit niet voldoende voor een half uur. Op Schiphol Airport worden deze schermen ook op en bij de perrons gebruikt, met alleen de treinen die van het betreffende perron vertrekken.
Het treinbeeldscherm geeft de volgende zaken weer:
- De vertrektijd en de treinsoort (- Internationale trein, Hogesnelheidstrein, Intercity, Sneltrein, Stoptrein, Sprinter of speciale trein). Indien de trein vertraagd is gaat er een blauwe balk knipperen onder de treinsoort met de vertraging in een veelvoud van vijf minuten.
- De eindbestemming met de belangrijkste tussenstations.
- Het vertrekspoor. Een afwijking van het vertrekspoor zal om en om getoond worden met de tussenstations.
- Het logo van de vervoerder.

Het scherm heeft de mogelijkheid om veranderingen in de reguliere route en/of de eindbestemming aan te geven.
Op Schiphol zijn er ook twee grote schermen naast elkaar met samen 20 treinen (één lange regel per trein).

#### Perronverwijzer

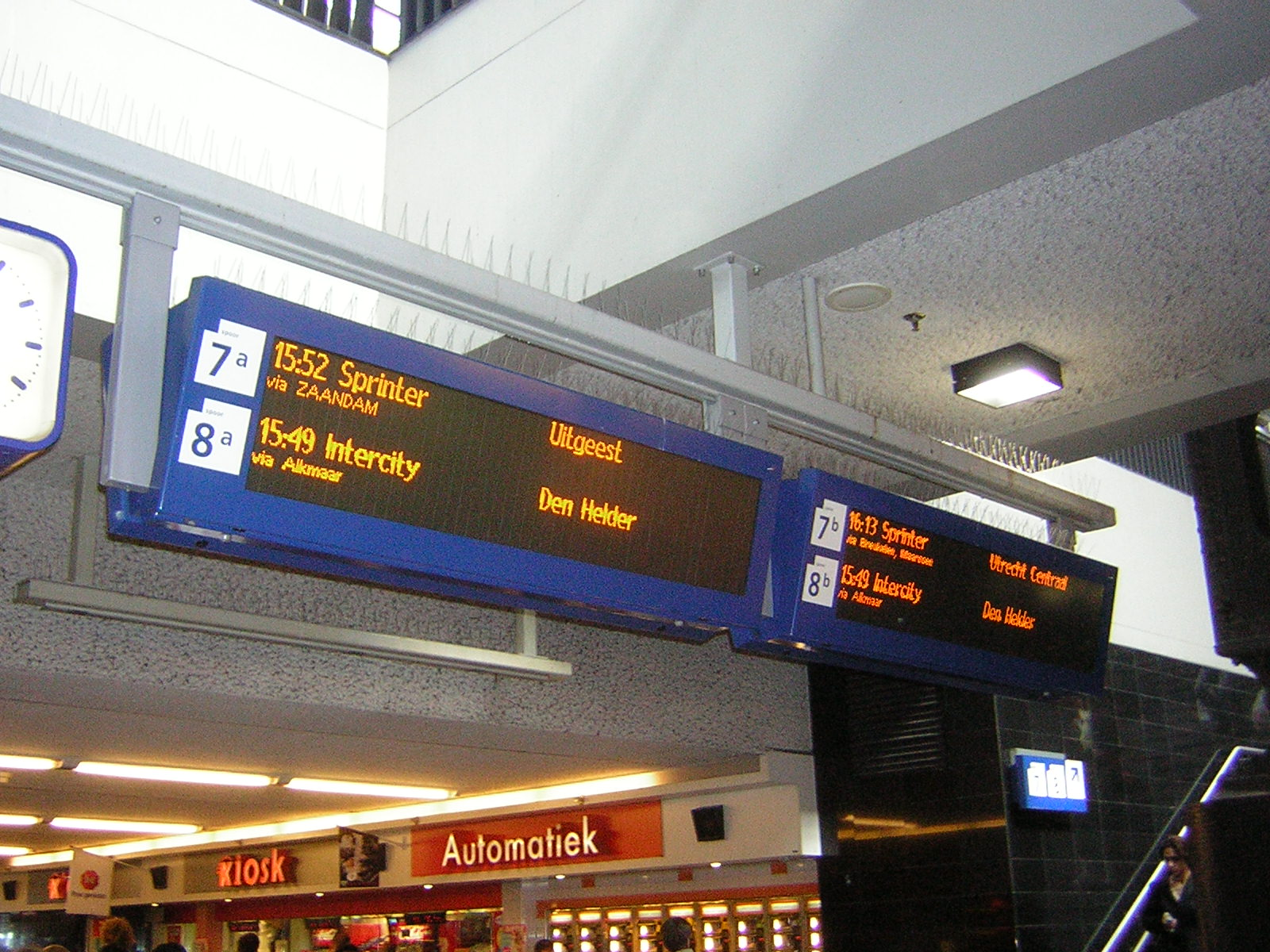
Perronverwijzer in de tunnel van station Amsterdam Centraal. Deze schermen maken gebruik van Led-technologie, nieuwere schermen maken gebruik van tft-schermen.

De perronverwijzers zijn de vervangers van de eerste generatie CTA-schermen in de wandelgangen van de grotere stations. Bij de toegang tot een perron vermelden een of meer perronverwijzers per perrongedeelte de gegevens van de eerste trein die vertrekt: de vertrektijd, bestemming, tussenstations en het logo van de vervoerder. Deze worden opgehangen op stations met meer dan drie sporen en meer dan vijf spoorfasen (A/B). Er bestaat ook een grotere uitvoering, welke een extra blauwe regel onder in het scherm kan weergeven, waarop af te lezen valt welke trein daarna vertrekt vanaf dat spoor of die spoorfase.

#### Treinbeeldscherm Perron

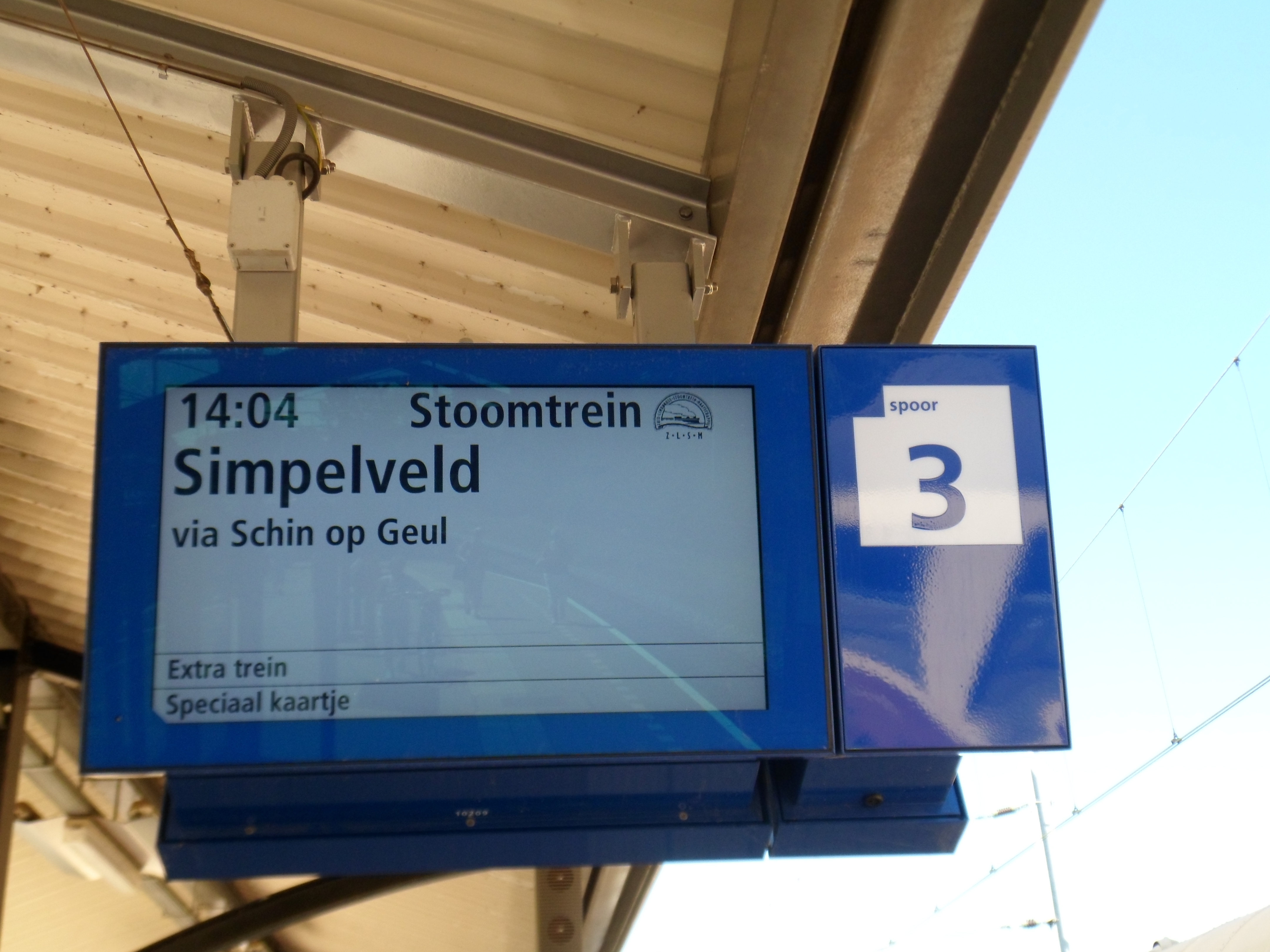
Een TBP-scherm met vertrektijd van de stoomtrein van de ZLSM te Valkenburg

De Treinbeeldscherm Perronschermen zijn de vervangers van de eerste generatie CTA-schermen op de perrons. De TBP-schermen tonen de treinsoort, het logo van de vervoerder, vertrektijd, de eindbestemming en alle tussenstations. Als de lijst van tussenstations te lang is voor één regel, zal de opsomming van tussenstations steeds een regel naar boven doorschuiven. De puntjes geven daarbij aan dat er nog meer informatie beschikbaar is en getoond zal worden. Een voordeel van de TBP-schermen is dat er ook extra informatie getoond kan worden, zoals meldingen dat een trein na een bepaald station op alle stations stopt, en dat er ruimte is voor een regel waarin de volgende trein met zijn eindbestemming en vertrektijd geplaatst kan worden. Ook spoorwijzigingen die betrekking hebben op dat spoor zijn af te lezen op de schermen. Op perrons en perrondelen zonder overdekking worden schermen geplaatst die gebruikmaken van Led-technologie, ter verbetering van de leesbaarheid bij veel tegenlicht.

### Afwijkende CTA's
Als proef werd in Eindhoven gewerkt met televisieschermen van Philips. Door middel van projectie van dia's werd per spoor reizigersinformatie getoond. Later is deze installatie vervangen door CTA bandaanwijzers van het type F.
Voor stations Geleen Oost en Rotterdam Stadion werd gewerkt met respectievelijk lichtbakken en neon aanduidingen. De laatst genoemde installatie is nog in bedrijf.
Voor enkele stations, vermoedelijk op de lijn Zwolle-Emmen, zijn in de jaren 1980 de zogeheten prisma aanwijzers toegepast. Deze bestonden uit 2 of 4 balken met een doorsnede in de vorm van een prisma. Op elke prisma was ruimte voor een blanco positie en twee bestemmingen, treinsoorten of andere informatie. Door de prisma 120° te kantelen werd een bestemming of andere tekst voorgedraaid.

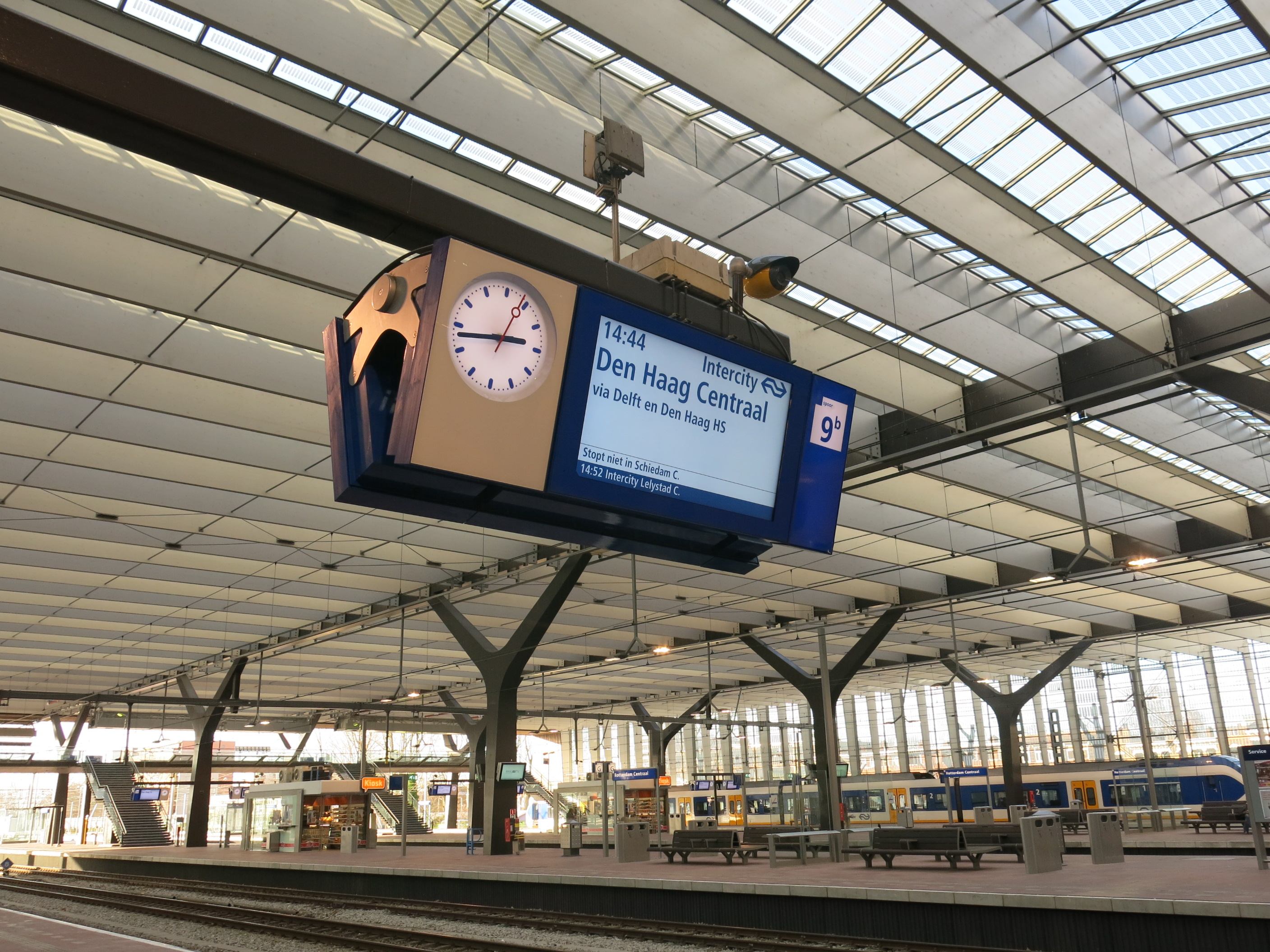
Treinbeeldscherm perron met klok op Rotterdam Centraal

## Metrostations

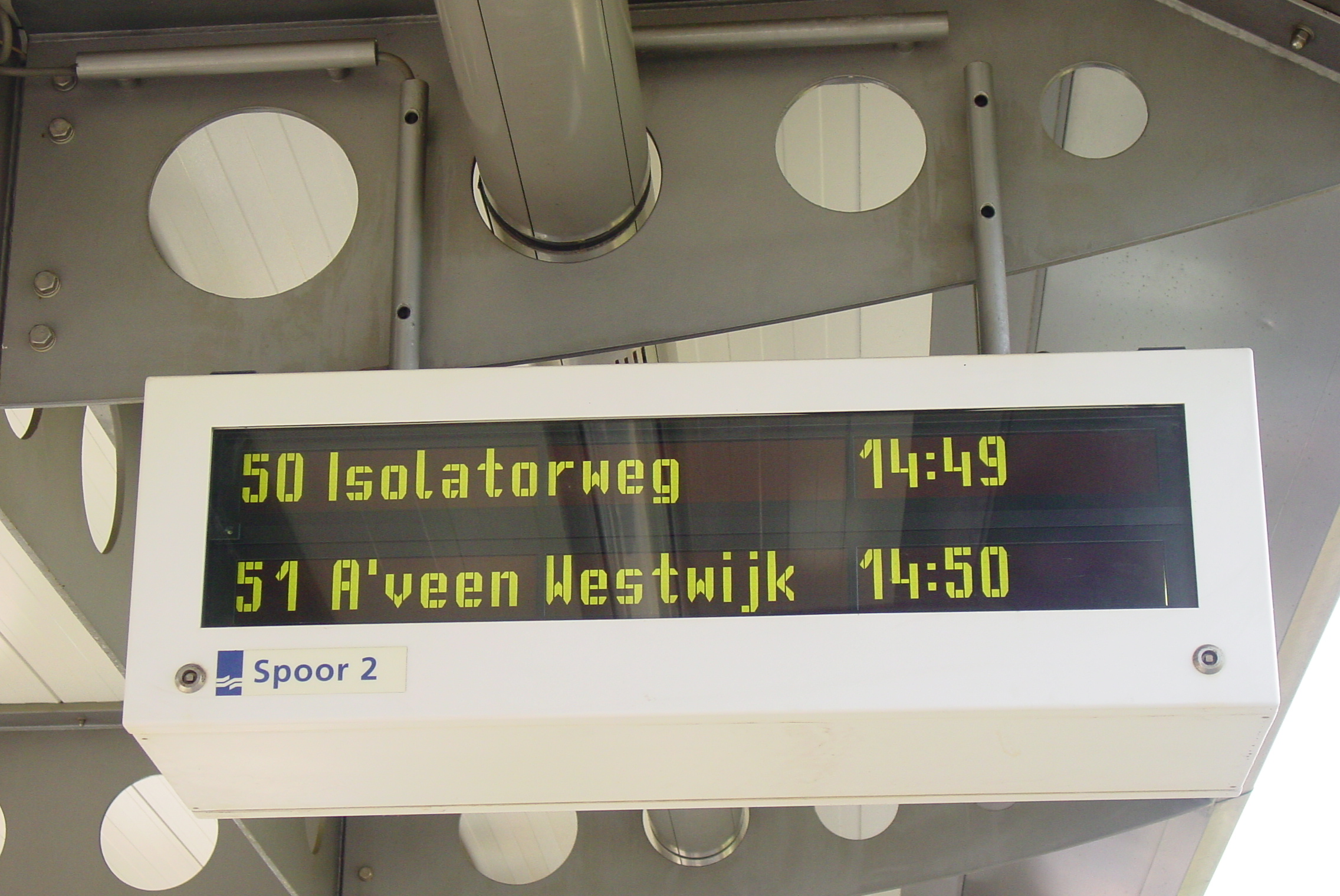
Een PID op metrostation RAI in Amsterdam

### Passagier Informatie Display
Het Passagier Informatie Display (PID), ook wel Passenger Information Display genoemd, is een soort van CTA voor het metrosysteem van Amsterdam. Vanaf 1977 werd gebruikgemaakt van oranje aanwijzers die met flappenbordjes alleen de eindbestemming aangaven, eventueel met de rode tekst Korte trein of Niet instappen AUB. De aanwijzers flapten pas kort voor vertrek op de juiste eindbestemming. Op het Centraal Station gaven 2 blauwe lampen aan welke metro het eerste vertrok als er 2 metro's gereed stonden. De laatste minuut voor vertrek gingen ze knipperen om onnodig rennen te voorkomen. Bij de komst van sneltramlijn 51 verschenen bij deze lijn een nieuw type aanwijzer, dat op het Buitenveldertse en Amstelveense traject nog steeds wordt gebruikt.
Bij de komst van metrolijn 50 verschenen op het nieuwe traject de eerste PID's. De oude oranje aanwijzers toonden steeds meer kuren en op het nieuwe station Duivendrecht werden in 1993 de aanwijzers vast gezet en voorzien van stickers met de tekst van de lijn en de eindbestemming. Naderhand werden ook alle overige aanwijzers vast gezet en voorzien van een sticker. Dit is de reden geweest dat de lijnen 53 en 54 zichtbaar een lijnnummer voor het publiek gingen tonen, eerst met borden achter de voorruit en in 2000 werden filmkasten ingebouwd.
Daarna werden de nieuwe PID's aangeschaft. De PID heeft hetzelfde doel als de CTA: de PID laat zien hoe laat de volgende 2 metro's vertrekken met lijnnummer en eindbestemming, uit hoeveel metrostellen de trein bestaat (aanvankelijk met gestileerde metrotreintjes en later met de huidige tekentjes) of toont een trein waarin de passagier niet mogen instappen (Niet Instappen). Op het Centraal Station wordt indien er 2 metro's vertrekken de tekst "Zie voorkant trein" getoond. De PID kan ook laten zien of er op het spoor deze dag geen metro's rijden (Ander spoor instappen) of bijvoorbeeld "Metro 51 vertrekt vanaf Spaklerweg,reis eerst met metro 53 of 54"
In 2015 zijn de huidige PID-schermen vervangen door tft-schermen.

### Dynamische reizigersinformatie

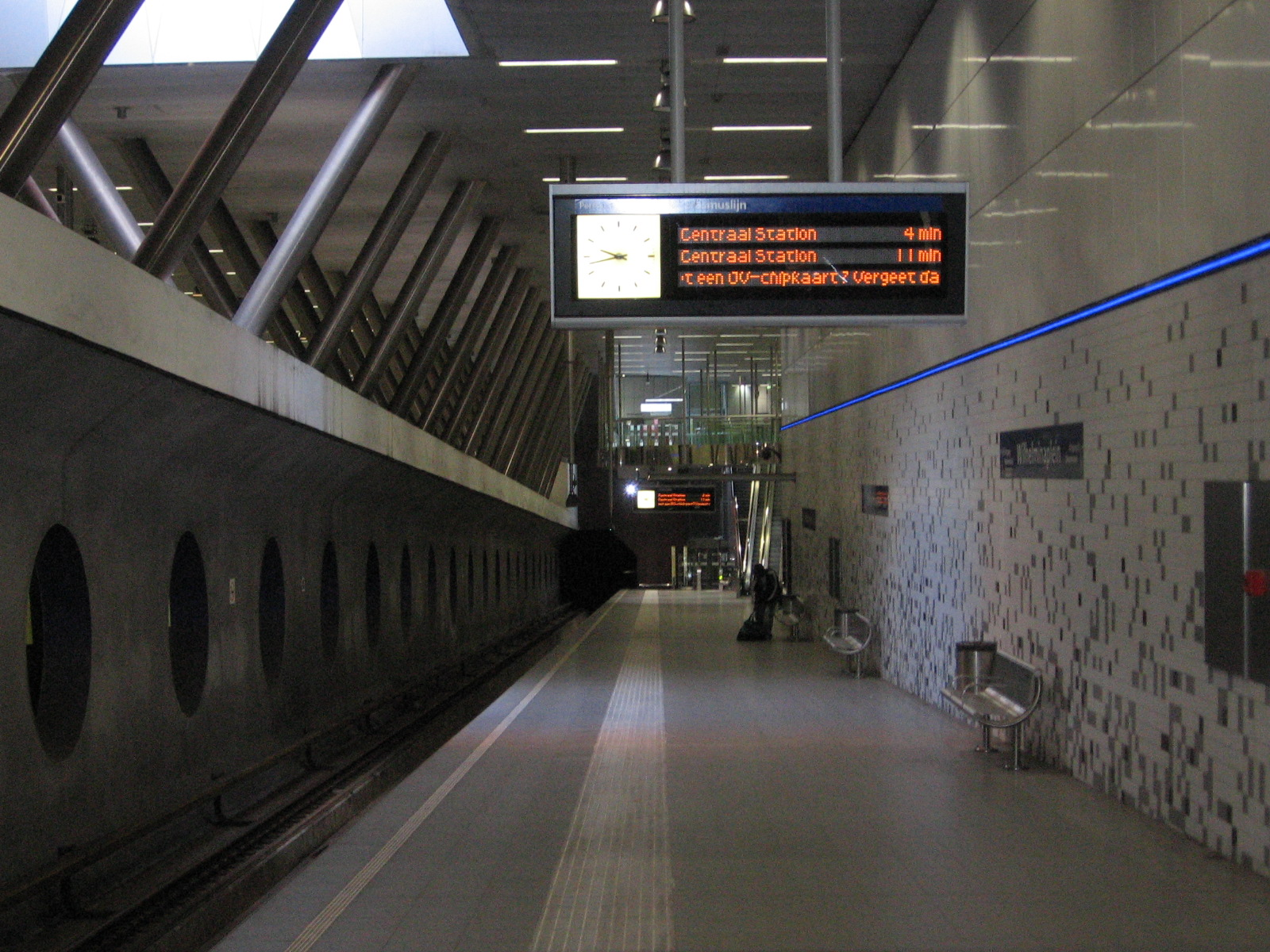
Een DRIM op metrostation Wilhelminaplein in Rotterdam

Bij de Rotterdamse metro wordt sinds 2002 gebruikgemaakt van DRIM's (Dynamisch ReizigersInformatiesysteem Metro). Deze geven de drie eerstvolgende eindbestemmingen met de resterende minuten voor vertrek weer met leds. Overige informatie als 'niet instappen' een vertraging of vertrek vanaf een ander perron worden daar ook op weergegeven. Verder wordt, als de metro binnen een minuut zal arriveren, het aantal rijtuigen weergegeven en waar de metro zal stoppen langs het perron. Op de onderste regel kunnen ook mededelingen worden getoond als een soort lichtkrant. In de stationshallen van de stations hangen ook lichtbalken met de eerstvolgende trein en waarop eveneens mededelingen kunnen verschijnen. Bij de haltes van de Rotterdamse tram, en bij de meeste haltes van de Rotterdamse bus, wordt dit systeem ook gebruikt. Ook bij de Haagse trams wordt dit systeem toegepast bij de haltes
Op de RandstadRail wordt dit systeem ook gebruikt, naast Metrolijn E ook bij tramlijn 3 en 4 van HTM.